# Pierre Cacault
Pour les articles homonymes, voir Cacault.
Pierre René Cacault, né le 1er novembre 1744 à Nantes et mort le 29 janvier 1810 à Clisson, est un peintre français.

## Biographie
Frère cadet de François, Cacault exerce une activité de peintre à la faïencerie familiale et participe à la direction de l'entreprise avant de commencer à Paris des études de peinture. En 1774, boursier de la ville de Nantes, il part à Rome où, élève de Joseph-Marie Vien, il est initié à la peinture d'histoire.
Pendant près de vingt ans, il y exerce une activité de peintre, fréquentant de nombreux artistes parmi lesquels Mathurin et Louis Crucy, Coste, David, Canova et Lemot. Dès 1780, la ville de Nantes le sollicite, sans succès, pour les fonctions d'architecte-voyer, mais ce sont les émeutes anti-françaises de 1793 qui provoquent son départ de Rome et son retour dans sa ville natale.
Dès 1796, il fait l'acquisition de métairies à Clisson et dans la région. Il s'installe dans l'ancien presbytère de la Madeleine en 1798. En l'absence de son frère, retenu en Italie jusqu'en 1803, il prend à cœur de surveiller la construction des bâtiments du musée-école situés à côte du presbytère qui s'achève en 1804, d'un style architectural pittoresque inspiré de l'Italie. La présentation de la collection Cacault y est éphémère.
Dès 1805, à la mort de son frère, il tente, en vain, de négocier le rachat, par le gouvernement, du musée et de ses collections, dont il souhaite confier la direction à Lemot. Le 27 janvier 1810, Jean-Baptiste Bertrand-Geslin, maire de Nantes, achète la collection pour la ville qui souhaite créée un musée des beaux-arts. Deux jours plus tard, Pierre Cacault meurt.

## Sources
- Société française d'archéologie, Congrès archéologique de France, vol. 126, Paris, A. Picard et fils, 1968, 351 p. (lire en ligne), p. 241.